# Young British Artists
Young British Artists (YBAs) ist die Bezeichnung für eine etwa 1988 entstandene, lose Gruppe damals junger britischer Künstler, die jedoch nie eine Gruppe dieses Namens gründeten.

## Charakterisierung
Der Begriff entstand durch die Medien und wurde insbesondere durch die gleichnamige Ausstellungsreihe „Young British Artists in the Saatchi Gallery“ I–IV geprägt.  Die erste Generation der unter diesem Begriff eingeordneten Künstler studierten am Londoner Goldsmiths College, die zweite kam in erster Linie von Royal College of Art in London.
Der Begriff Young British Artists setzte sich erst retrospektiv durch und bezeichnet heute eine abgeschlossene Epoche, die grob die 1990er Jahre umfasst. „Es gab keine Manifeste, keine offizielle Formierung einer Gruppe names YBA, dennoch gibt es rückblickend einen Konsens, über wer und warum dazu gehört.“
„Zudem war die Teilnahme an Freeze, weiteren selbstkuratierten Gruppenausstellungen um 1990 (Modern Medizine, Gambler, East Country Yard Show) und/oder einer der sechs mit »Young British Artists« betitelten Ausstellungen in der Saatchi Gallery Grund, das Label YBA zu bekommen. Saatchis Sammlung jedoch als Maxime zu nehmen, ist tückisch, weil dieser immer wieder Werke weiterverkauft, die Sammlung also nicht konstant Werke der gleichen Künstler beinhaltet. Durch Schule, Saatchi und Ausstellungen halbwegs definiert, wurden YBAs auch mit Preisen geehrt: Zwischen 1992 und 1999 erhielten fünf Künstler, die zu den YBAs gerechnet werden, den wichtigsten britischen Nachwuchspreis ›Turner Prize‹, zudem wurden fast zehn nominiert.“
Im Jahr 1988 organisierten Künstler unter der Leitung des 22-jährigen Kunststudenten Damien Hirst die Ausstellung „Freeze“ in den Londoner Docklands, die retrospektiv als Geburtsstunde des YBA-Phänomens gilt, damals jedoch fast unbeachtet blieb. Sie wurde jedoch von der BBC gefilmt, der Film wurde später mehrmals ausgestrahlt. „Freeze“ war auch die Geburtsstunde einer alternativen Galerieszene, die vor allem im Osten Londons und in leerstehenden Fabrikgebäuden entstand. Bekannte Beispiele waren die 1990 stattfindenden Shows „Modern Medicine“ und „Gambler“. Beide wurden von Damien Hirst, Billie Sellman und Carl Freedman organisiert und kuratiert. Auch Joshua Compsten hatte mit seiner Galerie Factual Nonsense eine Alternative zum elitären Kunstbetrieb des Londoner Westens geschaffen. Der „Shop“ von Tracey Emin und Sarah Lucas, kann zu dieser Bewegung gezählt werden. Abschließend folgte 1997 die Ausstellung „Sensation“.
Die Gruppe wurde von dem Sammler Charles Saatchi gefördert. Er besuchte die Ausstellung „Freeze“ und fing an, die Werke der Künstler zu sammeln.

## Mitglieder
- Steven Adamson
- Angela Bulloch (* 1966)
- Mat Collishaw (* 1966)
- Ian Davenport (* 1966)
- Dominic Denis (* 1963)
- Tracey Emin (* 1963)
- Angus Fairhurst (1966–2008)
- Mark Francis (* 1962)
- Anya Gallaccio (* 1963)
- Liam Gillick (* 1964)
- Damien Hirst (* 1965)
- Gary Hume (* 1962)
- Michael Landy (* 1963)
- Abigail Lane (* 1967)
- Sarah Lucas (* 1962)
- Lala Meredith-Vula
- Chris Ofili (* 1968)
- Richard Patterson (* 1963)
- Stephen Park (* 1962)
- Marc Quinn (* 1964)
- Fiona Rae (* 1963)
- Jenny Saville (* 1970)
- Gavin Turk (* 1967)
- Mark Wallinger (* 1959)